# Рак (сузір'я)

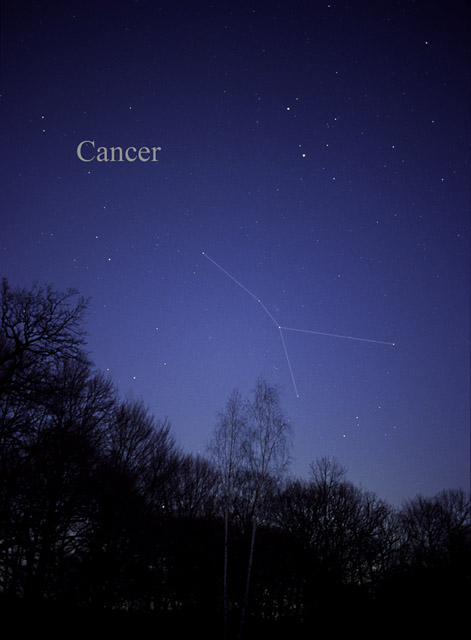
Сузір'я Рака неозброєним оком

Рак (лат. Cancer) — зодіакальне сузір'я. Найменш помітне з 12 зодіакальних сузір'їв, можна спостерігати лише у ясну ніч між сузір'ями Лева і Близнят. Найкращі умови для спостереження у березні — квітні.

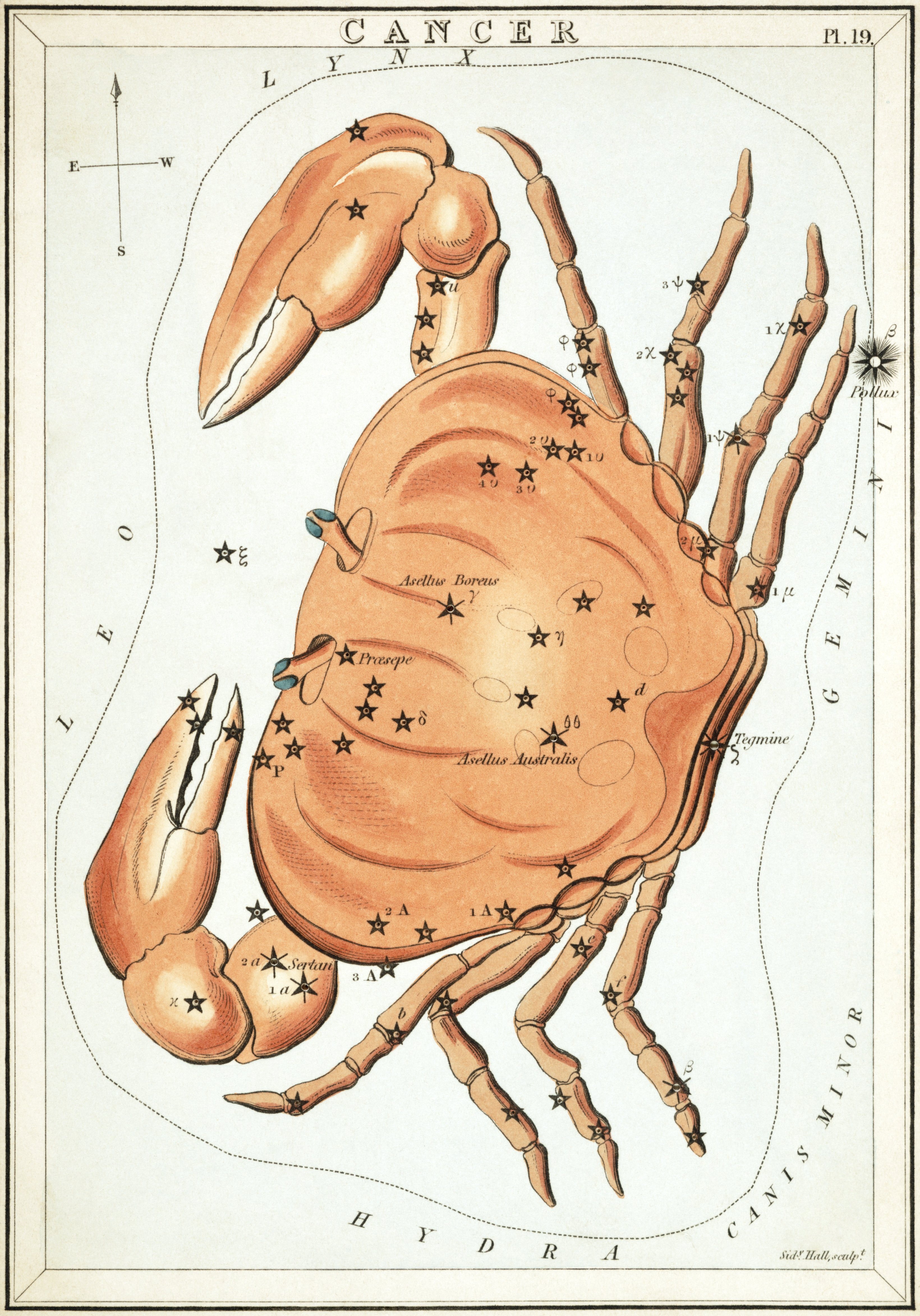
Сузір'я Рак із «Дзеркала Уранії», набору тематичних карток опублікованого у Лондоні, бл. 1825

## Історія
Дві тисячі років тому у сузір'ї Рака знаходилась точка літнього сонцестояння, тому Північний тропік Землі називають тропік Рака.
Саме сузір'я відоме ще зі стародавніх часів. Включене до каталогу зоряного неба Альмагест Клавдія Птолемея.

## Зорі та інші примітні об'єкти
Найяскравіша зоря — β Рака 3,53 m.
Арабська назва зорі α Рака — Акубенс, що означає «клешня»
Компаньйон A подвійної зорі 55 Рака — жовтий карлик має планетну систему, відкрито 5 планет, з них 4 газових гіганти і одну планету класу Супер-Земля. Є деякі підстави вважати, що система має більше об'єктів.
Зоряне скупчення Ясла (М-44) — одне з найвідоміших видимих неозброєним оком зоряних скупчень. У ньому спостерігається близько 350 зір у діапазоні від 6 до 14 зоряної величини. Це одне з найближчих зоряних скупчень, відстань до нього становить 525 світлових років.
Інші примітні об'єкти: скупчення М 67, NGC 2664 і NGC 2678.